# 漫步世界街道
漫步世界街道（日语：／）是NHK播出的一個旅行節目。該節目每週介紹一個世界各國都市的街道風景及觀光景區，節目內容原則上由斯坦尼康攝像機拍攝到的影像和事後收錄的旁白構成，試圖令觀眾有身臨其境之感。《漫步世界街道》自2005年3月29日開始在NHK數位衛星高畫質頻道（BShi）首播，並於翌年4月6日開始在NHK綜合頻道播出過去的集數。節目使用的音樂是由曾在伯克利音樂學院就讀的村井秀清製作，他在自己的《Merged Images》中收錄了該節目使用的音樂。該節目亦有出版書籍及DVD。

## 概要
《漫步世界街道》的節目構想開始於節目製作人夫婦在威尼斯旅行時因花光現金而無法進入知名景點，因此僅能在街頭散步，發現散步反而更加有趣。《漫步世界街道》節目也因此在節目本篇並不介紹觀光資訊，亦較少探訪知名景點（但在「資訊」單元會加以介紹）。
節目的拍攝人員通常由導演、攝影師、音響、翻譯四人組成，拍攝期間約10日。導演在拍攝之前會進行多次實地探訪，以決定最佳路線，並且會對同一場所進行多次拍攝。節目的實地探訪所需時間和實際拍攝所需時間相當。而攝影師需要背負重達近20千克的斯坦尼康攝像機，因此邀請當地的一流按摩師慰勞攝影師亦是該節目製作過程的重要一部分。節目通常每期會介紹一個主要城市及附近的小鎮，實際播出前5個月決定拍攝目的地。為節約節目製作費，該節目不會啟用名人在當地出演，而是盡可能的重視當地的風景和人們的生活。同時為盡可能的再現旅行時的體驗和場景，拍攝人員不會在畫面中出現。
《漫步世界街道》的旁白由日本著名演員和藝人擔當，選擇基準和介紹城市氣氛相符的人選。2007年5月，該節目播出了「美國 漫步66號國道」系列。此後《漫步世界街道》每年均會播出特別系列節目。《漫步世界街道》在播出之初時曾因其和主流旅行節目迥然不同的內容而在NHK內部引發異論，但現在已成為NHK重播次數最多的節目之一。

## 探訪城市
《漫步世界街道》第一集介紹的城市是義大利威尼斯。2012年5月15日，《漫步世界街道》在節目的番外編部分介紹了東京下町，是節目第一次介紹日本城市。

## 播出頻道
《漫步世界街道》最初在NHK數位衛星高畫質頻道播出。2011年開始，因NHK調整衛星電視頻道，《漫步世界街道》改在BS Premium首播。同年度NHK開始在NHK World-Japan頻道播出該節目的英文版。NHK BS4K在2018年開播後亦有重播該節目。

## 外部連結
- 官方網站 （页面存档备份，存于）
- 官方英文版網站 （页面存档备份，存于）
- 世界ふれあい街歩き - NHK放送史（日本放送协会）（日語）

- ＮＨＫ　世界ふれあい街歩き的X（前Twitter）